# Excequiel Vázquez
Excequiel Vázquez, vollständiger Name Walter Excequiel Vázquez Bernal, (* 11. Mai 1991 in Fray Bentos) ist ein uruguayischer ehemaliger Fußballspieler.

## Karriere
Offensivakteur Vázquez stand zu Beginn seiner Karriere in den Spielzeiten 2009/10 und 2010/11 in Reihen des Nachwuchs- und Reserveteams der Montevideo Wanderers. In der Saison 2010/11 absolvierte er jedoch ebenfalls sieben Ligaspiele für die Erstligamannschaft der Montevideaner. Dabei erzielte er einen Treffer. In der nachfolgenden Spielzeit 2011/12 kamen weitere vier Einsätze (kein Tor) in der Primera División hinzu. Noch während der laufenden Saison wurde er 2012 an den Zweitligisten Plaza Colonia ausgeliehen, für den er in elf Partien der Segunda División auflief und fünf Tore schoss. In der Saison 2012/13 bestritt er im Rahmen einer weiteren Ausleihe zum Erstligisten Club Atlético Progreso 19 für ihn persönlich torlose Erstligaspiele. Nach dem Abstieg des ebenfalls in Montevideo beheimateten Vereins, kam er 2013 zudem in sechs Zweitligaspielen zum Zug. Ein Tor schoss er dabei ebenfalls nicht. 2013 wechselte er zum Club Atlético Atenas. Beim Verein aus San Carlos werden für ihn in der Saison 2013/14 24 Ligaspiele geführt, bei denen er zwölfmal ins gegnerische Tor traf.  Am Saisonende stieg sein Klub in die höchste uruguayische Spielklasse auf. Zur Apertura 2014 wechselte er nach Ecuador zu Deportivo Azogues. Nach einigen Ligaeinsätzen, bei denen er drei Tore schoss, schloss er sich im Januar 2015 Macará an. Dort erzielte er ein Ligator. Mitte Juli 2015 trat er ein erneutes Engagement beim Erstligaaufsteiger Plaza Colonia an und bestritt elf Erstligaspiele (kein Tor). Ende Januar 2016 wechselte er zum Zweitligisten Deportivo Maldonado. Für die Südosturuguayer traf er in der Clausura 2016 dreimal bei zehn Zweitligaeinsätzen. Anfang Juli 2016 schloss er sich dem Alianza FC aus El Salvador an, bei dem er in neun Ligaspielen (ein Tor) und drei Partien (kein Tor) des CONCACAF Champions Cup eingesetzt wurde. Mitte Februar 2017 verpflichtete ihn der uruguayische Zweitligist Villa Teresa, bei dem er bislang (Stand: 29. Juli 2017) neun Zweitligapartien (kein Tor) absolvierte.